# Chiesa di San Pietro (Rapallo)
La chiesa di San Pietro è un luogo di culto cattolico situato nella frazione di San Pietro di Novella, in via San Pietro, nel comune di Rapallo nella città metropolitana di Genova. La chiesa è sede della parrocchia omonima del vicariato di Rapallo-Santa Margherita Ligure della diocesi di Chiavari.

## Storia e descrizione

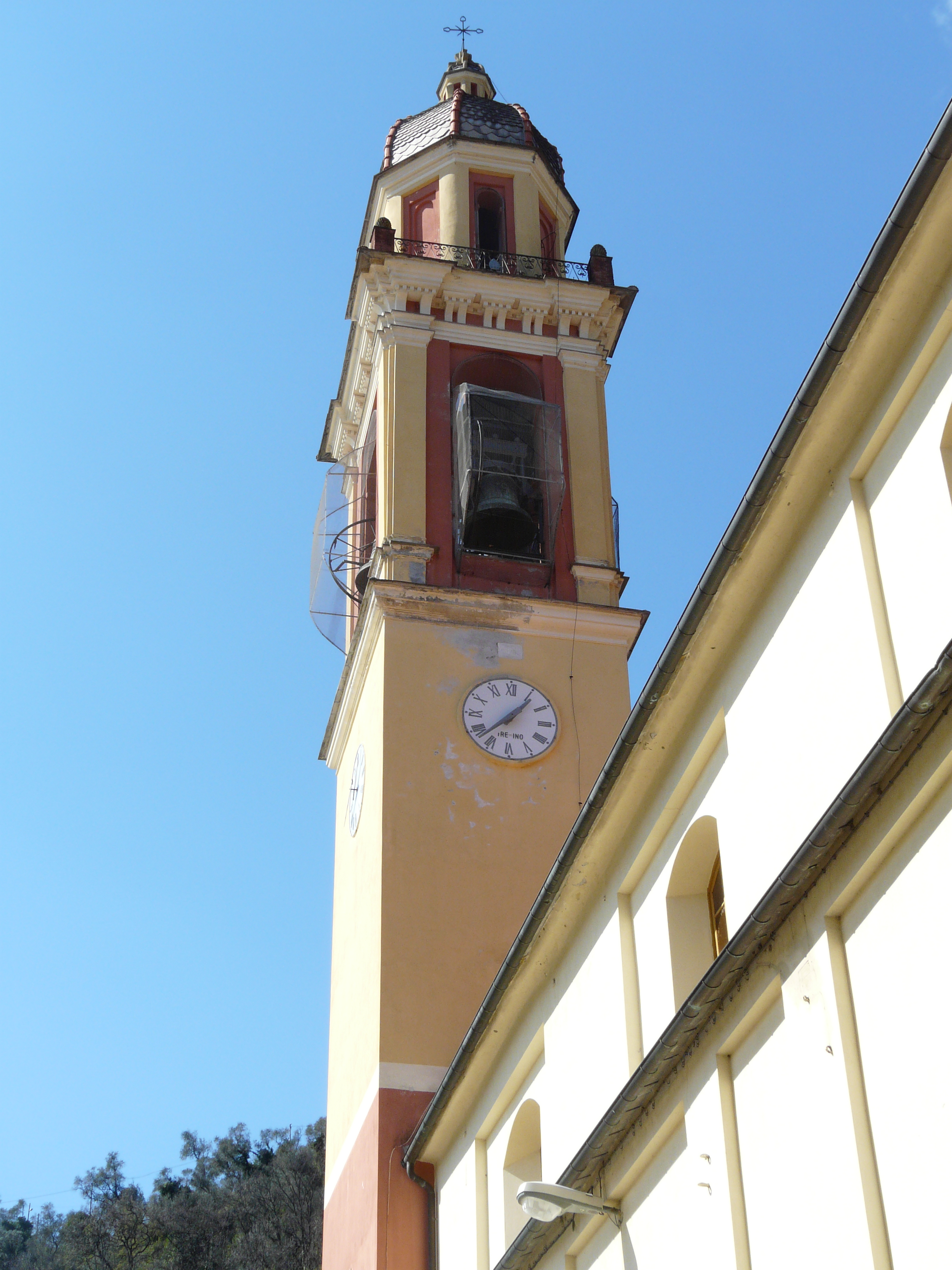
Il campanile del XVII secolo

Il primo riferimento scritto, o quanto meno alla quale si fa cenno dell'edificio religioso, è un testamento datato al 17 agosto 1201 nel quale tal Dondeo de Banca dona alla chiesa 12 denari per la celebrazioni eucaristiche. Un successivo documento dell'11 settembre 1214 menziona prete Lanfranco quale guida della chiesa, mentre un altro atto testamentario datato al 5 ottobre 1221 indica la volontà di Vivaldino di Lanzeo di essere sepolto apud ecclesiam Sancti Petri de Noella. Tre documenti certi che attestano la presenza della chiesa, probabilmente presso l'attuale ubicazione tra il borgo vecchio e il ponte pedonale in pietra sul torrente San Pietro.
Nel sinodo del 1311 la parrocchia di San Pietro di Novella è citata fra le diciassette chiese suffraganee della pieve di Rapallo. Il 9 gennaio 1321 l'arciprete rapallese Vivaldo fa menzione e chiede al vescovo di Genova monsignor Porchetto Spinola l'ufficiale rettifica di nomina di Guglielmo Finocchio, proveniente da Sestri Levante, quale rettore della comunità di San Pietro.
Una giurisdizione parrocchiale che per importanza nel corso dei secoli si ampliò verso le frazioni rapallesi di San Quirico d'Assereto e di Sant'Andrea di Foggia; una situazione che era ancora in vigore durante la visita apostolica del 1582 di monsignor Francesco Bossi e che perdurò sino al 1594 quando furono smembrate da San Pietro di Novella autonome comunità parrocchiali. Lo stesso visitatore visitò pertanto la chiesa, riedificata nel XVI secolo e forse incorporando il precedente e medievale edificio, con annotazioni sullo stato della struttura e relative modifiche da attuarsi; tra queste il rinnovamento degli altari e del presbiterio, lo spostamento del fonte battesimale marmoreo presso l'ingresso e la costruzione di un oratorio presso la sacrestia.
L'edificio attuale ha una struttura a pianta rettangolare con una sola navata lunga circa 31 metri e larga 11 metri e con la presenza di sei altari laterali profondi circa 1 metro rispetto alle pareti. Tra il Settecento e l'Ottocento la chiesa fu sottoposta a interventi di abbellimento. Fu l'architetto rapallese Italo Primi il progettista del rifacimento della facciata, che venne eseguita tra il 1929 e il 1931, secondo le linee e colori delle chiese liguri; presso la facciata, al di sopra della bifora centrale, è presente la raffigurazione del santo titolare. Gli interni furono affrescati nel 1934 sotto la direzione del pittore Luigi Morgari. Al 1706 è risalente l'altare maggiore in marmo, opera di Angelo Maria Mortola. L'organo è datato al 1865 e opera della ditta Collino di Torino.
Tra le opere d'arte conservate al suo interno la tela della Madonna del Rosario tra i santi Caterina e Domenico di Domenico Piola; la Madonna con Bambino adorata dai santi Sebastiano, Bernardo e Terenziano di Paolo Gerolamo Piola, figlio di Domenico; la scultura della Madonna del Rosario, in legno e risalente al 1702, è opera di Giuseppe Arata alle quali, nel 1707, furono aggiunte le quindici formelle in rame dei Misteri del Rosario di Francesco Cattaneo. Altro gruppo ligneo è quello di Cristo che consegna le chiavi a san Pietro, portato ogni anno in processione durante le festività patronali della frazione.
Il vicino campanile, ubicato presso l'abside, venne edificato tra il 1679 e il 1688; nel 1958 furono collocate le otto campane che andarono a sostituire quelle del XVII secolo.